# Eilema lemur
Eilema lemur är en fjärilsart som beskrevs av De Toulgoët 1953. Eilema lemur ingår i släktet Eilema och familjen björnspinnare. Inga underarter finns listade i Catalogue of Life.